# Voloșcea, Drohobîci
Voloșcea (în ucraineană Волоща) este o comună în raionul Drohobîci, regiunea Liov, Ucraina, formată numai din satul de reședință.

## Demografie
Componența lingvistică a comunei Voloșcea
     Ucraineană (99,12%)
     Alte limbi (0,32%)
Conform recensământului din 2001, majoritatea populației comunei Voloșcea era vorbitoare de ucraineană (99,12%), existând în minoritate și vorbitori de alte limbi.